# Bawarska Republika Rad

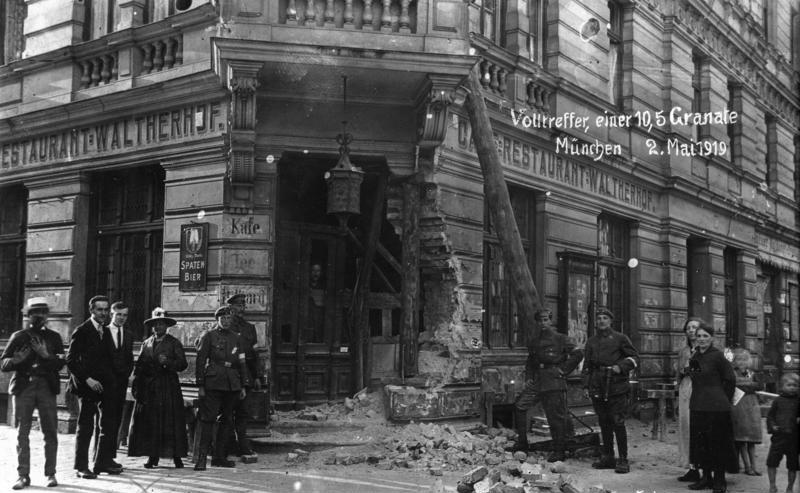
Monachium w czasie przewrotu socjalistycznego, 2 maja 1919

Bawarska Republika Rad (niem. Bayerische Räterepublik lub też Münchner Räterepublik, baw. Volksstaat Bayern) – powołana w drodze rewolucji 13 kwietnia 1919 republika socjalistyczna na terenie Bawarii, podczas rewolucji listopadowej 1918/1919.

## Wprowadzenie
Królestwo Bawarii przed wybuchem I wojny światowej było słabo zindustrializowanym landem Niemiec, w porównaniu do Prus i innych północnych państewek niemieckich. Robotnicy, klasa najbardziej skłonna poprzeć rewolucję komunistyczną, byli w zdecydowanej mniejszości w społeczeństwie Monachium, nie mówiąc o całym królestwie. Przewagę mieli konserwatywni chłopi, identyfikujący się z partiami prawicowymi, nie zaś z socjaldemokratami lub komunistami. Ta tendencja była wzmacniana przez silny partykularyzm bawarski we wszystkich warstwach społecznych.
Bawarczycy, tak jak mieszkańcy innych państw federacyjnych Cesarstwa Niemieckiego, zniechęcali się stopniowo do cesarza Wilhelma II i do króla Bawarii, Ludwika III Wittelsbacha. 7 listopada 1918 obalono pokojowo monarchię bawarską, a Bawaria stała się republiką. Przywódcą Republiki, wyłonionym w porozumieniu szybko powołanych rad robotniczych, chłopskich i żołnierskich, został Kurt Eisner, przywódca USPD w Bawarii. Rady te, co należy zaznaczyć, były do pewnego stopnia reprezentacją Bawarczyków o demokratycznych lub socjalistycznych poglądach, aczkolwiek w większości byli konserwatyści nieuznający rad robotniczych. W skład rządu weszła też bawarska SPD.

## Skutki zamachu na Kurta Eisnera
Partia USPD przegrała wybory do landtagu bawarskiego 12 stycznia 1919 r., otrzymując tylko 2,5% głosów i trzy mandaty, a zwycięzcą była konkurencyjna socjaldemokratyczna SPD (33%). Wynik wywołał rozruchy skrajnej lewicy w Monachium. 21 lutego skrajny prawicowiec Anton Graf von Arco auf Valley zastrzelił idącego do parlamentu Kurta Eisnera. Większość niemieckich historyków zgadza się, że gdyby nie doszło do zamachu, to Eisner zrzekłby się stanowiska premiera Bawarii. Śmierć Eisnera pobudziła do działania bawarską lewicę. 1 marca powołano rząd SPD Martina Segitza, lecz nie udało mu się sformować gabinetu. Prowadzono próby stworzenia koalicji SPD ze skrajną lewicą, lecz nie przyniosły one efektu i doprowadziły do dalszego rozwarstwienia politycznego. Powołany 17 marca poprzez landtag bawarski rząd SPD Johannesa Hoffmanna starał się prowadzić umiarkowaną politykę. Wiadomości o przejęciu władzy przez komunistów na Węgrzech, rewolucja komunistyczna w Austrii oraz destabilizacja polityczna w innych regionach Republiki Weimarskiej wzmacniały skrajne nastroje na lewicy i prawicy bawarskiej.

## Pierwsza Bawarska Republika Rad
W nocy z 6 na 7 kwietnia 1919 powołano pierwszą Bawarską Republikę Rad, przez przedstawicieli KPD i USPD. W literaturze przedmiotu istnieje kilka teorii na temat niespodziewanego poparcia komunistów przez Ernsta Schneppenhorsta, przedstawiciela SPD. Według Allana Mitchella Schneppenhorst próbował ustabilizować sytuację przez zmuszenie KPD do przejęcia odpowiedzialności w ramach rządu koalicyjnego oraz kontroli ich przez SPD. Pospiesznie zwołana konferencja liderów SPD w Norymberdze odrzuciła większością 47 głosów przeciw 6 powołanie Pierwszej Republiki i zażądała wycofania przez Schneppenhorsta poparcia dla tego pomysłu. Ernst Schneppenhorst wrócił z decyzją przywództwa bawarskiej SPD po ogłoszeniu Bawarskiej Republiki Rad, wieczorem 6 kwietnia. Lokalna SPD straciła od tego momentu wpływ na rozwój wydarzeń, czego najlepszym przykładem może być dezorganizacja monachijskiej SPD. W głosowaniu nad poparciem Bawarskiej Republiki Rad z 20 tysięcy członków głosowała 1/3, a głosy podzieliły się po połowie z niewielką przewagą przeciwników współpracy.
„Pseudo” Republika Rad, jak nazwali ją komuniści bawarscy, była okresem całkowitego chaosu i rozprężenia. Obwieszczenia, proklamacje, rozkazy i kontrrozkazy były tworzone, publikowane i rozpowszechniane w hektycznym tempie. Najbardziej znanym ministrem tego rządu był minister spraw zagranicznych dr Franz Lipp, który poinformował Lenina 10 kwietnia drogą radiową, że „proletariat Górnej Bawarii jest zjednoczony” ale „zbieg Hoffmann zabrał ze sobą klucz do mojej ministerialnej toalety”. Komintern nie dysponował w owym czasie jakimikolwiek informacjami na temat Bawarskiej Republiki Rad, tak samo jak bawarscy komuniści nie dysponowali informacjami na temat ówczesnych posunięć bolszewików w Rosji.
8 kwietnia władzę po rezygnacji Ernsta Niekischa przejął Ernst Toller, 25-letni poeta i słabo znany polityk. Poparł on Bawarską Republikę Rad i objął ster rządów „nie chcąc opuszczać mas w potrzebie”.

## Rządy komunistów
Próba odbicia Bawarii przez republikańskie wojska wierne socjaldemokratycznemu rządowi Hoffmanna 13 kwietnia 1919 r. w Niedzielę Palmową zakończyła się tego samego dnia klęską. Doszło do starć ulicznych (znanych jako „pucz w Niedzielę Palmową”), w wyniku których zginęło 17 osób, a w Bawarii ogłoszono stan wojny. Jednocześnie tego samego dnia zgromadzone w Hofbräuhaus Rady Robotnicze i Żołnierskie Monachium wybrały Eugene Levinéego szefem czteroosobowej Rady Wykonawczej i szefem egzekutywy Bawarskiej Republiki Rad. Leviné przejmując władzę nad Monachium sprzeciwił się rozkazom centrali KPD w Berlinie, odrzucającym zbrojne powstania „nawet gdyby lokalny albo chwilowy sukces byłby możliwy”. Sukces komunistów w stolicy Bawarii był sukcesem lokalnym – 10 kwietnia wojska rumuńskie wkroczyły do komunistycznych Węgier, austriackie rządowe jednostki 18 kwietnia stłumiły powstanie komunistyczne w Wiedniu. Niemcy północne były kontrolowane przez rząd i Freikorpsy – ochotnicze formacje paramilitarne złożone z byłych żołnierzy. Oszacowanie liczby żołnierzy bawarskiej Armii Czerwonej jest niemożliwe ze względu na chaos panujący w tej formacji. Około 20 tysięcy karabinów zostało rozdanych przez dowódcę, 26-letniego marynarza Rudolfa Egelhofera, lecz prawie na pewno większość tej broni nie została użyta w obronie miasta.
Blokada narzucona Monachium przez socjaldemokratyczny rząd oraz chaos panujący w mieście znacząco utrudniały zaopatrzenie miasta. Produkcja przemysłowa ze względu na strajk robotników 14 kwietnia oraz brak węgla stanęła aż do odbicia miasta przez siły rządowe. Żywność uzyskiwana w niekontrolowanych przez rząd rekwizycjach była kierowana do Armii Czerwonej, nie zaś do ludności. Problemem było także zaopatrzenie w gotówkę – drukarnia w Dachau drukowała na rzecz bawarskiego rządu komunistycznego pieniądze Bawarskiego Państwowego Banku pomimo wygaśnięcia ich ważności z dniem 1 kwietnia 1919 r..
Komuniści bardzo szybko stali się niepopularni zarówno wśród ludności miasta jak i rad robotniczych i żołnierskich. Po rozpowszechnieniu drukiem zarzutów Ernsta Tollera wobec komunistów Rady Robotnicze i Żołnierskie w Hofbräuhaus przegłosowały wotum nieufności wobec rządu Levinéego, który złożył dymisję 27 kwietnia. Nowy rząd Bawarskiej Republiki Sowieckiej próbował negocjować pokój z socjaldemokratycznym rządem Bawarii, ale Berlin rozkazał Hoffmanowi poinformować rząd Bawarskiej Republiki Rad o konieczności bezwarunkowej kapitulacji Bawarczyków i wydaniu wszystkich liderów komunistycznego rządu. Odpowiedzią Armii Czerwonej na chęć rozmów komunistów z Berlinem było zabarykadowanie ulic Monachium i wydanie obwieszczeń o „zdradzie” rad robotniczych.

## Interwencja wojskowa sił rządowych
Rząd Republiki Weimarskiej podjął w końcu decyzję o interwencji wojsk rządowych – Reichswehry, która skierowała 30-tysięczną grupę bojową dowodzoną przez gen. Burgharda von Oven, posiadającą lotnictwo i pociąg pancerny. Wspierały je lokalne Freikorpsy. Atak na miasto planowano na 2 maja, żeby uniknąć walk w symboliczne dla komunistów Święto Pracy, jednak na skutek podjętego przez komunistów pod wodzą komendanta miasta Rudolfa Egelhofera 1 maja po południu rozstrzeliwania prawicowych zakładników, już tego dnia Freikorpsy i wojska rządowe rozpoczęły atak na Monachium. Walki skończyły się wraz z poddaniem się głównego terminala kolejowego i baraków wojskowych 3 maja i próbą ucieczki Egelhofera, którego złapano i zastrzelono. Podczas walk zginęło ok. 600 osób, z tego ponad połowa cywilów; wojska rządowe straciły 38 zabitych. W trakcie zdobywania miasta oraz po jego wyzwoleniu Freikorpsy wykazały się wyjątkową brutalnością. Między innymi, 7 maja 21 członków katolickiego klubu robotników w Monachium zostało wziętych omyłkowo za komunistycznych bojówkarzy i zamordowanych, co wstrząsnęło miastem. W trakcie zajmowania Monachium przez Freikorpsy zamordowano około 700 osób.

## Efekty
Ogółem wytoczono około 5 tysięcy spraw sądowych w związku z wydarzeniami w Bawarii. Rudolf Egelhofer i Gustav Landauer zostali zamordowani bez sądu. Ernst Niekisch otrzymał wyrok dwóch lat więzienia. Przywódca Bawarskiej Republiki Rad Eugen Leviné, symbol sowieckiego reżimu w oczach opinii publicznej Niemiec pomimo swojej błyskotliwej mowy obrończej został stracony 5 czerwca 1919 r..
Rewolucja z 1919 była końcowym momentem transformacji Bawarii z liberalnego landu Cesarstwa Niemieckiego w twierdzę skrajnej prawicy. Przywrócony do władzy rząd Hoffmanna musiał się liczyć z silnymi w Bawarii Freikorpsami i zwolennikami restytucji cesarstwa. W propagandzie narodowosocjalistycznej i skrajnie prawicowej pojawiały się wątki antysemickie, nawiązujące do żydowskiego pochodzenia przywódców rewolucji w Bawarii (Eisner, Ernst Toller, Gustav Landauer).